# Bulbophyllum sarasinorum
Bulbophyllum sarasinorum là một loài phong lan thuộc chi Bulbophyllum.